# Паприц, Константин Эдуардович
Константин Эдуардович Паприц (1858, Москва — 9 [21] октября 1883, Москва) — российский поэт и писатель

-беллетрист.

## Биография
Константин Паприц родился в 1858 году в городе Москве. Образование получил в Петровской земледельческой академии (ныне Петровская сельскохозяйственная академия), по окончании курса которой поступил на службу в Статистический комитет Самарского земства, где пробыл около года. 
Ещё студентом начал К. Э. Паприц писать стихотворения и рассказы; служба же в Статистическом Комитете, где ему пришлось лицом к лицу столкнуться с тьмой и невежеством крестьянской массы Самарской губернии — с одной стороны, с другой — с беззастенчивой эксплуатацией и издевательством над крестьянами имеющих над ними какую-либо власть, — представляла неисчерпаемый материал для его чуткого ума и сердца, и свою душевную боль за оскорбляемых и унижаемых, свое рвение к свету и счастью для обездоленных он выражал в задушевных стихотворениях и трогательных повестях. 
В историю вошла встреча Паприца с Фёдором Михайловичем Достоевским, которого Паприц буквально боготворил. Достоевский написал в письме жене датированном 8 июня 1880 года следующее: «Я бросился; спастись за кулисы <...>. Прибежали студенты. Один из них (это был Паприц — примечание Википедии), в слезах, упал передо мной в истерике на пол и лишился чувств...» Е. П. Леткова описала это в своих мемуарах так: «Речь Достоевского... Маша Шелехова упала в обморок. С Паприцем сделалась истерика...» Г. И. Успенский написал об этой встрече следующее: «Положительно известно, что тотчас по окончании речи г. Достоевский удостоился не то чтобы овации, а прямо идолопоклонения; один молодой человек, едва пожав руку почтенного писателя, был до того потрясен испытанным волнением, что без чувств повалился на эстраду».
Несколько стихотворений Паприца напечатаны в периодических изданиях; из произведений в прозе в прессе помещены: «На Волге», повесть в «Русской мысли» за 1881 год; «Келейник» и «Бурлак», очерки в «Русском курьере» за 1883 год.
Константин Эдуардович Паприц умер 9(21) октября 1883 года в родном городе.